# Clane
Clane (forma anglicizzata) o Claonadh (in irlandese) è una cittadina nella contea di Kildare, in Irlanda.